# Megaphorura arctica
Megaphorura arctica – gatunek skoczogonka z rzędu Poduromorpha i rodziny przyślepkowatych. Zamieszkuje arktyczne obszary Palearktyki.

## Opis
Żywe osobniki żółto ubarwione. Samice osiągają długość do 4 mm, a samce do 3,7 mm. Skoczogonek ten wyróżnia się brakiem widełek skokowych, obecnością 11 dystalnych szczecinek na stopogoleniu (tibiotarsus) oraz brakiem grzbietowych pseudooczek na pierwszym segmencie tułowia. Narządy pozaczułkowe posiadają 30 prostych pęcherzyków. Empodium stóp długie i nitkowate, sięgające za koniec pazurka. Zwykle obecne 2 kolce analne.

## Biologia i ekologia

### Habitat
Preferowanym siedliskiem tych skoczogonków są skalne klify, zajmowane przez gniazdujące ptaki, gdzie można je znaleźć w dużej liczbie. Występuje także w różnych typach roślinności, na skalistych wybrzeżach i w górach pod mchami. Spotykany w zagęszczeniach sięgających od 50 do 486 osobników na m².

### Adaptacja do niskich temperatur
M. arctica występuje w środowisku, gdzie temperatura zimą spada ekstremalnie poniżej zera. By przetrwać ten okres, stawonóg ten wykształcił tolerancję dla odwodnienia. Jego oskórek jest przenikalny. Zimą przechłodzona woda wydostaje się z jego ciała do otaczającego go lodu, ponieważ ciśnienie pary nasyconej lodu jest mniejsze niż wody o tej samej temperaturze. Ta strata wody jest zawsze taka by stężenie substancji rozpuszczonych w ciele zapobiegało jego zamarznięciu. Mechanizm ten jest u tego gatunku regulowany głównie przez ekspresję dwóch białek: Heat Shock Protein 70 (HSP70) oraz Trehalose-6-Phosphate-Synthase (TPS).

### Odżywianie
Skoczogonek ten odżywia się głównie żywymi i martwymi mszakami, ale zjada także detrytus, a rzadziej glony, jest więc głównie roślinożerny.

### Behawior
Aktywne nocną. W rejonach nadbrzeżnych w czasie odpływu.

## Występowanie
Gatunek północnej Palearktyki, pospolity na arktycznych wyspach, takich jak Svalbard, Jan Mayen i Børnøya. Występuje również na nabrzeżach zachodniej Norwegii oraz w wysokich górach Skandynawii